# Doug Bereuter
Douglas Kent Bereuter, detto Doug (York, 6 ottobre 1939), è un politico statunitense, membro della Camera dei Rappresentanti per lo stato del Nebraska dal 1979 al 2004.

## Biografia
Dopo gli studi all'Università di Harvard, Bereuter collaborò con il Dipartimento della Casa e dello Sviluppo Urbano e successivamente diresse alcuni uffici legislativi dello stato del Nebraska.
Nel 1979 venne eletto come repubblicano alla Camera dei Rappresentanti. Bereuter servì alla Camera tredici mandati, ovvero ventisei anni. Nel 2004 annunciò il suo ritiro e lasciò il Congresso prima della scadenza ufficiale del mandato. Subito dopo aver rassegnato le dimissioni divenne presidente di un'associazione no profit, The Asia Foundation.
Durante la sua lunga permanenza alla Camera, Bereuter era giudicato un repubblicano molto moderato.